# كروتونيليدين ثنائي اليوريا
كروتونيليدين ثنائي اليوريا (CDU) هو مركب عضوي يتكون من تكثيف كروتون ألدهيد مع اثنين من معادلات اليوريا. وهي مادة صلبة بيضاء قابلة للذوبان في الماء. كروتونيليدين ثنائي اليوريا هو أحد مكونات بعض الأسمدة الخاضعة للرقابة.